# Museo Arqueológico de Alicante
El Museo Arqueológico de Alicante, llamado anteriormente Museo Arqueológico Provincial de Alicante y conocido por las siglas MARQ, está ubicado en la plaza Doctor Gómez Ulla de la ciudad española de Alicante. Fue inaugurado en su forma definitiva en el año 2000 en el edificio del antiguo Hospital San Juan de Dios (obra de Juan Vidal Ramos, 1926-1929).
Tiene una sala de prehistoria, de cultura ibérica, cultura romana, Edad Media y culturas moderna y contemporánea. Además, cuenta con una zona de exposiciones temporales.
Alberga más de 81 000 piezas que muestran la riqueza de la historia de la Costa Blanca, y el legado que han dejado las civilizaciones tras su paso por el Mediterráneo. Aun así, el principal aspecto por el que destaca es por su estética moderna, el gran uso que hace de los medios audiovisuales e informáticos y lo didáctico de sus explicaciones.
En 2004 el Foro Europeo de Museos le otorgó el Premio del museo europeo del año, galardón anual que reconoce a los nuevos museos que han realizado avances e innovaciones museísticas. El museo galardonado alberga durante un año la estatua de Henry Moore The Egg, que simboliza el premio. Junto con el Museo Guggenheim de Bilbao (2000), el CosmoCaixa de Barcelona (2006) y el Museo de Medina Azahara (2012), son los cuatro únicos museos de España que han recibido el premio.
En 2016 el MARQ recibió un total de 135 791 visitantes, con un incrementando del 29,8 %  en el número de visitantes con respecto al año anterior.

## Reseña histórica
Originalmente, el Museo Arqueológico Provincial de Alicante fue inaugurado en el año 1932 por el entonces presidente de la República Niceto Alcalá Zamora, en la planta baja del recién acabado Palacio de la Diputación, en el centro de la ciudad. Destacaron en su montaje los arqueólogos locales José Lafuente Vidal y Francisco Figueras Pacheco. Fue en el año 2000 cuando se trasladó el museo a su ubicación actual, en el barrio alicantino del Pla del Bon Repós, aumentando considerablemente su espacio de exposición.
Durante gran parte del 2006 albergó la importante exposición del Señor de Sipán, gran descubrimiento arqueológico de la cultura Mochica que por primera vez salía de su ubicación original de Perú.  Otras importantes colecciones que ha albergado el museo son: La belleza del cuerpo que tuvo lugar entre el 2 de abril y el 13 de octubre de 2009 y que tenía como pieza principal el Discóbolo, propiedad del Museo Británico de Londres; El enigma de la momia, el rito funerario en el Antiguo Egipto que tuvo lugar entre el 26 de marzo y el 17 de octubre de 2010 donde destacaban las momias de Seramon y Ankhpakhered, cuya mayor parte de las obras expuestas son propiedad del Museo del Louvre y del Museo de Besançon; Ermitage exposición con casi 400 piezas cedidas temporalmente por el Ermitage de San Petersburgo que tuvo lugar del 4 de abril al 14 de octubre de 2011 y, finalmente, en 2012 albergó, entre el 1 de abril y el 14 de octubre, la exposición El Tesoro de los Bárbaros, una colección de más de 600 piezas encontradas en las aguas del Rhin, entre ellas el Tesoro de Neupotz, una de las mayores colecciones de metal de la época romana, proveniente del Museo de Espira.

## El edificio

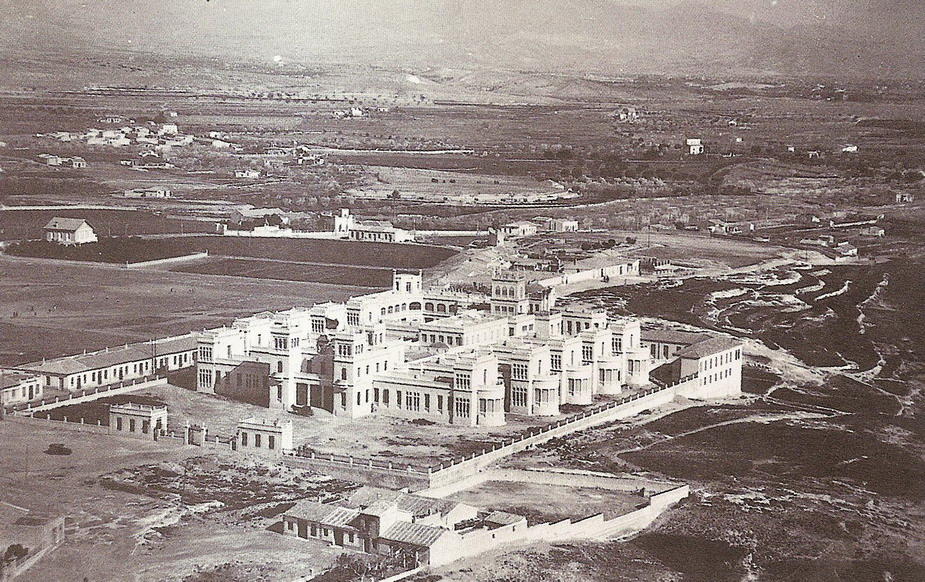
Antiguo Hospital Provincial de Juan Vidal

El Hospital Provincial que el arquitecto Juan Vidal proyectó en 1924 fue promovido por la Diputación Provincial, en el marco de una política de inversiones que se proponía paliar la carencia de equipamientos que afectaba a todo el ámbito alicantino, y alentada en último término por planteamientos higienistas. El hospital, que está fuera del entorno planificado y construido de la ciudad, se extiende ampliamente en superficie, generando volúmenes de una altura o dos en las piezas singulares.
Siguiendo un esquema de rígida simetría axial, la planta del edificio consiste en un doble peine con ocho pabellones y dos cabezas en los extremos del cuerpo principal. Los pabellones se destinan a albergar las camas de los enfermos, arrancan de sendos corredores longitudinales y acaban en las cajas de escalera con una pieza semicilíndrica al final. En el cuerpo central están los servicios comunes y las cabezas de sus extremos albergan respectivamente, un ala de administración y, la capilla y estancias para el uso del personal sanitario por otro lado.
La composición de este edificio está fuertemente sometida a los principios de la sintaxis académica. La jerarquía de los elementos y los usos, la simetría de las partes, la axialidad se convierten en el principal argumento. El lenguaje utilizado por el arquitecto en esta obra se nutre artificiosamente del repertorio clásico, incorporando balaustradas, arcos de diversa procedencia, pináculos, escalinatas, y manteniendo la línea de lo que venía realizando en este momento.

## Yacimientos
El Museo Arqueológico de Alicante tiene diseñadas varias actividades culturales con visitas guiadas a los yacimientos y museos arqueológicos de la provincia de Alicante. Con esta iniciativa, el Museo pretende dar un paso más en la difusión y conocimiento de la cultura y concretamente de la provincia de Alicante. De esta forma, la institución nos lleva a conocer los yacimientos in situ, de forma que su contextualización se convierte en una herramienta fundamental para la comprensión y es así una vía pedagógica a la hora de la difusión museística. Con esta tendencia el museo va más allá de los muros del edificio. 

### El Santuario de Pla de Petracos (Castell de Castells)
El Santuario del Pla de Petracos, situado en término municipal de Castell de Castells, constituye uno de los más destacados ejemplos en toda Europa de Arte Macroesquemático y está declarado como Bien de Interés Cultural y Patrimonio de la Humanidad. La importancia del yacimiento lleva a la Diputación Provincial de Alicante a ponerlo en valor mediante la mejora de sus elementos de divulgación, protección y de los accesos al conjunto, obras que quedaron inauguradas el 3 de marzo de 1998
La institución provincial de Alicante impulsa a través del Museo Arqueológico Provincial (MARQ) un programa de Rutas de Arte Rupestre que, bajo la tutela de la Administración Autonómica y con la colaboración del municipio de Castell de Castells, pretende mejorar la protección de las manifestaciones artísticas, a la vez que fomentar su conocimiento, facilitando el acceso e instalando paneles explicativos.
El yacimiento de Pla de Petracos toma el nombre de la partida donde se encuentra. Se trata de un conjunto de abrigos y una cueva ubicada en la margen izquierda del Barranc de Malafí, dentro de un marco geográfico que queda delimitado por el mar y las sierras de Aitana, Mariola y Benicadell. Su acceso se realiza a través de una pista rodada que partiendo del km 7 de la carretera de Benichembla a Castells de Castells, comunica la partida donde se encuentra el yacimiento con el Término de La Vall d'Ebo. El yacimiento se ubica a 500 m s/n/m y tiene unas coordenadas cartográficas de 38°45′38″ lat. N. y 03º 30' 19" long. E. del meridiano de Madrid.
Descubierto en 1980, queda compuesto por ocho abrigos, de los que cinco presentan motivos pintados en un rojo intenso perfectamente visibles. De estos, cuatro, que resultan próximos entre sí, conservan representaciones adscritas al denominado Arte Macroesquemático, manifestación vinculada al Neolítico más antiguo, y otro conserva parte de una representación de Arte Levantino, manifestación cronológicamente posterior a las propias de Arte Macroesquemático.
La representación de la figura humana constituye su tema central, destacando los orantes, con los brazos extendidos hacia arriba. Enfrente del mismo, a unos metros de la pared rocosa sobresale en el terreno una gran piedra que podría tener relación con el significado de las representaciones pictóricas. 
Junto a estas figuras, que a veces conforman grupos o parejas, abundan motivos geométricos, sobresaliendo aquellos serpentiformes o meandriformes formados por gruesas bandas sinuosas de desarrollo vertical.
El Pla de Petracos es uno de los mejores yacimientos con arte rupestre de la Comunidad Valenciana. En los tiempos en que se realizaron las pinturas era un santuario: un lugar de encuentro y culto de gentes unidas por profundas creencias, en las que la fertilidad y la fecundidad, el ciclo agrícola o los vínculos familiares cobraban un especial protagonismo.
Este santuario de Arte Macroesquemático, declarado Bien de Interés Cultural y Patrimonio de la Humanidad, se encuentra en un paraje espléndido. Su visita es una magnífica oportunidad para disfrutar de la naturaleza en un entorno privilegiado.
Actualmente el santuario del Pla de Petracos es un lugar habitual de visita y uno de los centros turísticos más importantes de este entorno montañoso del interior de la provincia de Alicante, que ha generado una gran riqueza para los municipios de la zona como Castell de Castells. La puesta en valor del yacimiento permite disfrutar, aprender y comprender el Arte Macroesquemático con un equipamiento cultural de excepcional importancia.

### Tossal de Manises
El Tossal de Manises es el solar de la ciudad romana de Lucentum, la antigua Alicante, desarrollada con probabilidad a partir de un asentamiento ibérico situado en la cima. Se localiza en la parte superior de una elevación (tossal) junto al mar, que alcanza los 38 metros de altura, a 3.5 km del centro de la ciudad moderna, en el barrio de La Albufereta.
Es uno de los yacimientos arqueológicos más importantes de la Comunidad Valenciana, una de sus pocas ciudades romanas conocidas con profundidad, siendo declarado Monumento Histórico-Artístico en 1961. En la actualidad conserva íntegra toda la superficie urbana (alrededor de 25.000 m²), encorsetada por una muralla cuyo perímetro mide unos 600 metros aproximadamente.
Los orígenes del asentamiento en el cerro se remontan, por los materiales hallados, a finales del siglo V o inicios del siglo IV a. C. aunque conozcamos poco esta primera fase de ocupación, vinculada dudosamente sólo a escasos vestigios arquitectónicos. El panorama cambia radicalmente en el último tercio del siglo III a. C., momento en el que se data la construcción de una potente fortificación que rodea por completo el yacimiento, dotada de torres y, en algunos tramos, un antemural, que modificará para siempre la faz del yacimiento, determinando las posteriores construcciones y fijando el perímetro de la ciudad posterior.
Destruida esta primera fase urbana a finales de la segunda guerra púnica, en torno al año 200 a. C., el Tossal vivirá un largo período de abandono y dejadez, que comenzará a cambiar a finales del siglo II a. C., cuando se evidencia un nuevo episodio constructivo en el que se reedificarán las murallas, forrando las existentes y erigiendo nuevas torres forradas con sillares, completando el sistema defensivo con la reestructuración del acceso por el lado oriental, el de tierra, en el que se construirá una nueva puerta defendida por una gran torre y por un bastión de grandes dimensiones situado en el extremo sureste del yacimiento.
A partir de mediados del siglo I a. C. se inicia una importante intervención edilicia en la que se reestructurará todo el viario urbano. Durante el mandato de Augusto, el primer emperador romano, la ciudad adquirirá el rango de municipium (municipio), por el cual pasará a gobernarse autónomamente con magistraturas e instituciones netamente romanas, siendo entonces cuando se atestigua histórica y epigráficamente el nombre de Lucentum. La ciudad presentará durante finales del siglo I a. C. y todo el siglo I d. C. un período de cierto esplendor, inaugurado con la construcción del foro, dos espacios termales públicos, una nueva puerta de acceso al enclave, sistema de alcantarillado y al menos un templo, según la epigrafía, así como por la extensión de la ciudad que rebasará los límites originales establecidos por las murallas.
A finales del siglo I d. C. comienzan a hacerse patentes los signos de la decadencia de la ciudad, iniciándose un período que culminará con el abandono definitivo y la desaparición de la ciudad en el siglo III d. C., obedeciendo este proceso a razones económicas internas y de dinámica regional. Tras un nuevo período de frecuentación esporádica, en el que el yacimiento se convierte en una cantera de materiales para los construcciones de los alrededores de la antigua ciudad, el solar del yacimiento será ocupado, esta vez como espacio funerario, entre los siglos VIII y X d. C., momento en el que asistiremos a la creación de una maqbara (cementerio) caracterizada plenamente por la implantación del rito funerario islámico.
1. TOUR VIRTUAL

### Illeta dels Banyets
La Illeta dels Banyets es uno de los yacimientos arqueológicos alicantinos conocidos y excavados desde hace más tiempo. Se encuentra situada en el término municipal de Campello, a unos 9 km de la ciudad de Alicante. Se trata de una antigua península que quedó separada de la costa a causa de un terremoto, en una fecha incierta, en el que se destruiría y erosionaría la parte que la unía a la tierra. En 1943 se volvió a unir a tierra para formar un espigón natural, empleando dinamita y destruyendo gran parte de la necrópolis prehistórica.
Actualmente, la Illeta dels Banyets es un promontorio estrecho y largo con una superficie de 10 000 m², de los que aproximadamente 4.000 m² conforman el yacimiento arqueológico, teniendo su punto más alto a 7,8 m sobre el nivel del mar. Se encuentra en periodo de consolidación de las estructuras constructivas halladas en las excavaciones y de musealización con el objetivo de que pueda ser visitado.
A pesar de su reducida extensión, este yacimiento es de una gran importancia por su amplia secuencia cultural, ya que en él se han identificado restos de la Edad del Bronce, previos a los que conforman un asentamiento ibérico y los que quedan de una villa romana, además de la presencia de materiales islámicos que nos hablan de una ocupación, de carácter esporádico, en la Época Medieval. Todo esto demuestra que la Illeta dels Banyets fue un importante puerto comercial, desde el que se dominaban tanto las vías marítimas como las de penetración hacia el interior.
Las primeras evidencias de ocupación se remontan a la prehistoria y más concretamente al periodo Eneolítico, en que sus pobladores vivían en cabañas de planta oval de la que han quedado algunos restos. Posteriormente, ya en la Edad del Bronce, se construyen dos grandes cisternas parcialmente excavadas en la roca, alrededor de las cuales se han hallado enterramientos y estructuras de habitación. En las tumbas han aparecido punzones y puñales de metal, brazaletes, pomos y botones de marfil, y algunos vasos de cerámica.
El siguiente nivel corresponde a la Época Ibérica, del s. IV y parte del III a. C., una cuya etapa en la que se desarrolló un importante poblado del que únicamente se ha excavado una parte. Se puede observar, a un lado y otro de una calle en el sentido longitudinal de la isla: dos templos, almacenes y viviendas, algunas de las cuales de gran complejidad arquitectónica. Este núcleo, dada la singularidad de los edificios y la riqueza y variedad de los edificios hallados se puede interpretar como un emporium, destacado lugar de intercambio comercial. En tierra firme, junto a la torre de época moderna, se ha descubierto un alfar para la fabricación de ánforas ibéricas, del que se han excavado varios hornos.
El nivel más superior corresponde a la Época Romana, entre los siglos I y II d. C.. Sobre los cimientos del abandonado poblado ibérico se levantó una villa romana con unas pequeñas termas anejas. Es muy poco lo que se conserva, aunque sí se puede distinguir perfectamente la zona de residencia del propietario (pars urbana) y otra relacionada con actividades agrícolas (pars rustica). Se ha encontrado también un edificio termal muy simple en una estrecha nave en la que se alinean el horno, la sala caliente, el tepidarium y el frigidarium-apodyterium De este momento datan también los restos de unas balsas labradas en la roca y comunicadas con el mar por medio de trampillas correspondientes a unos viveros para peces.
Los viveros de peces, una de las actividades más importantes de esta parte del Imperio Romano fue el aprovechamiento de los recursos del mar y más concretamente el de la conservación del pescado y la piscifactoría. De la conservación del pescado se conocen varias factorías en la provincia, siendo la más importante la del Portus Ilicitanus.
Los viveros que se conservan en La Illeta dels Banyets, se encuentran muy erosionados por la acción del mar. Se componen de cuatro balsas comunicadas entre sí. La mayor de todas, de unas dimensiones de 8,7 por 3,10 metros, recibe el agua del mar mediante dos canales situados en ambos extremos, las otras tres, más pequeñas están alineadas perpendicularmente a la mayor. La comunicación entre ellas se realiza mediante ranuras verticales talladas en la roca que servían, a su vez, para facilitar la apertura y el cierre de los portones.

## ¿Cómo llegar?
- Coche: A través de la Av de Denia (N-332) y calle Hermanos Osaba o la Av Jaime II.
- TRAM: Se puede llegar al MARQ mediante las líneas 1, 2, 3 y 4.
- Autobús: Se puede llegar por las líneas 02 y 23 del TAM